# Parafia św. Jozafata w Cheektowaga
Parafia św. Jozafata w Cheektowaga (ang. St. Josaphat's Parish) – parafia rzymskokatolicka położona w Cheektowaga, w stanie Nowy Jork, Stany Zjednoczone.
Jest ona wieloetniczną parafią w diecezji Buffalo, dla polskich imigrantów.
Ustanowiona w 1905 roku i dedykowana św. Jozafatowi.

## Historia
16 października 1905 roku, biskup Karol Colton ustanowił parafia św. Jozafata i wyznaczył ks. Andrzeja Garstka, jako pierwszego proboszcza.
16 czerwca 1907 roku został poświęcony kamień węgielny przez biskupa Karol Colton. Budowa kościoła została zakończona w dniu 29 grudnia 1907.
Jednak w nocy z 20 sierpnia 1924 roku wybuchł pożar i zniszczył budynek kościoła i szkoły.
5 listopada 1950 rozpoczęto budowę nowego kościoła a 5 sierpnia 1951 roku został poświęcony kamień węgielny. Pierwsza msza św. w nowej świątyni miała miejsce tego samego dnia, w święto Matki Boskiej Śnieżnej. Adaptacja budynku starego kościoła na szkołę rozpoczęła się. Nowy kościół został poświęcony 23 listopada 1952 roku przez biskupa Józefa A. Burke.

### Duszpasterze
- ks. Andrzej Garstka (1905-1906)
- ks. Ludwik Leichert (1906-1906)
- ks. Wladyslaw Hordych (1906-1914)
- ks. Karol Mioduszewski (1914-1924)
- ks. Stanislaus Kroczek (1924-1948)
- ks. Emil Tokarz, OFM (1948-1949) (Administrator)
- ks. Frank Wlodarczak (1949-1953) (Administrator)
- ks. Frank Wlodarczak (1953-1976)
- ks. Max Panczakiewicz (1976-1992)
- ks. Charles Slis (1992-1998)
- ks. Theodore C. Rog (1998-2008)
- ks. Richard Poblocki (2009-obecnie)

## Szkoły
- St. Josaphat School